# Werwolf (опълчение)
Вижте пояснителната страница за други значения на Werwolf.
„Вълколаци“ или Верволф (на немски: Werwolf) е опълченско подразделение, създадено в края на Втората световна война за партизанска война с настъпващите войски на Съюзниците.
Командващ става генерал (обергрупенфюрер) от СС Ханс Прюцман (на немски: Hans-Adolf Prützmann). Личният състав на „Верволф“ се състои предимно от юноши и младежи.

## Етимология
Името на опълчението идва от древногерманските саги за вълколаците.

## История
На 19 септември 1944 г. обергрупенфюрер Рихард Хилдебранд пише бележка с името на Химлер, с която предлага да се създадат партизански единици на SS, които да действат в тила на настъпващата Червена армия. Бележката за първи път използва думата „вълколак“, която е заимствана, най-вероятно от романтичната сага на Херман Лонса (публикувана през 1910 г.). Тъй като романа е един от най-важните произведения на литературата в посока на "фолклора", разпространението му е на второ място в Нацистка Германия след „Моята борба“.
Райхсфюрер Химлер нарежда на Ханс-Адолф Прюцман, давайки му специални правомощия, да формира бойни единици Werwolf. Неговият опит, натрупан в окупираните територии на Украйна, както и доброто познаване на родния си край Източна Прусия му помага в тази насока.
Прюцман създава така нареченото „Бюро Пруцман“, разположено в покрайнините на Берлин.

## Дейност
Според спомените на участниците във войната, германското радио съобщава за началото на действията на организацията на 2 април 1945 г.
Вътре в Райха, съперници на тази структура почти веднага се появяват, като искат да създадат паралелни организации или да поставят съществуващите под техен контрол.
През последните дни на войната е разпространението на писма и листовки със заплахи срещу тези, които отказват да ги подкрепят и да им помогнат: „Ние ще накажем всеки предател и семейството му. Отмъщението ни ще бъде смъртоносно!“.
"Превърнете деня в нощ и нощта в ден! Бийте врага, където и да го срещнете! Бъдете хитри! Откраднете от вражеските оръжия, боеприпаси и храна! Германските жени да помагат на „Вълколак“, където е възможно!"
Според спомените на маршал Василий Чуйков, стандартна тактика на вълколаците е както следва: крият се в руините на сгради, или с помощта на труден терен, те са пред колоната от съветските войски, след което стрелят по първите и последните коли. След това, „вълколаците“ веднага започват да стрелят по разпръсналите се войници, като са в състояние да направят бърза маневра.
В първата си реч като наследник на поста на фюрер, адмирал Карл Дьониц заповядва всички членове на „вълколак“ да прекратят военните действия и да свалят оръжията. Неговата заповед не е изпълнена от всички отряди.